# Бако, Золтан
Зо́лтан Ба́ко (венг. Bakó Zoltán; род. 11 октября 1951, Будапешт) — венгерский гребец-байдарочник, выступал за сборную Венгрии на всём протяжении 1970-х годов. Бронзовый призёр летних Олимпийских игр в Монреале, пятикратный чемпион мира, победитель многих регат национального и международного значения.

## Биография
Золтан Бако родился 11 октября 1951 года в Будапеште. Активно заниматься греблей начал в раннем детстве, проходил подготовку в столичных спортивных клубах «Вёрёш Метеор» и «Будапешт Хонвед».
Первого серьёзного успеха на взрослом международном уровне добился в 1971 году, когда попал в основной состав венгерской национальной сборной и побывал на чемпионате мира в югославском Белграде, откуда привёз награду бронзового достоинства, выигранную в зачёте четырёхместных байдарок на дистанции 1000 метров. Благодаря череде удачных выступлений удостоился права защищать честь страны на летних Олимпийских играх 1972 года в Мюнхене — со своей четвёркой сумел пробиться в финальную стадию турнира, однако в решающем заезде финишировал лишь шестым.
В 1973 году на чемпионате мира в финском Тампере Бако выиграл серебряную медаль в двойках на десяти километрах. В следующем сезоне одержал победу на мировом первенстве в Мехико, став лучшим в двойках на километре. Ещё через год на аналогичных соревнованиях в Белграде стал чемпионом в двухместных байдарках на десяти тысячах метрах и бронзовым призёром в четвёрках на одной тысяче. Будучи одним из лидеров гребной команды Венгрии, благополучно прошёл квалификацию на Олимпийские игры 1976 года в Монреале — на сей раз выступал в двойках в паре с Иштваном Сабо и на дистанции 1000 метров завоевал награду бронзового достоинства, уступив в финале лишь экипажам из СССР и ГДР.
После Олимпиады Золтан Бако остался в основном составе венгерской национальной сборной и продолжил принимать участие в крупнейших международных регатах. Так, на чемпионате мира 1977 года в болгарской Софии он получил золотую и серебряную медали, выигранные в двойках на километре и десяти километрах. В следующем году на мировом первенстве в Белграде в тех же дисциплинах взял бронзу и золото, став таким образом пятикратным чемпионом мира по гребле на байдарках и каноэ. Ещё через год в немецком Дуйсбурге добыл серебро в гонке двухместных байдарок на тысяче метрах. Вскоре по окончании этих соревнований принял решение завершить спортивную карьеру, уступив место в команде молодым венгерским гребцам.